# Ansu Fati
Anssumane Fati Vieira (sinh ngày 31 tháng 10 năm 2002), thường gọi là Ansu Fati là cầu thủ bóng đá chuyên nghiệp người Tây Ban Nha hiện đang thi đấu ở vị trí tiền đạo cho câu lạc bộ AS Monaco dưới dạng cho mượn từ câu lạc bộ Barcelona và Đội tuyển bóng đá quốc gia Tây Ban Nha.
Fati sinh ra ở Guinea-Bissau nhưng đã chọn đại diện cho đội tuyển quốc gia Tây Ban Nha sau khi nhập quốc tịch. Anh ấy là một trong những tài năng bóng đá thú vị nhất của Tây Ban Nha và là một trong những cầu thủ trẻ xuất sắc nhất thế giới.

## Đầu đời và đời tư
Anh chuyển đến Sevilla cùng gia đình năm 6 tuổi, khi anh trai Braima của anh ký hợp đồng với Sevilla. Anh trai khác của anh, Miguel Fati, cũng là một cầu thủ bóng đá. Anh họ của anh ấy, Ença Fati là một cầu thủ bóng đá ở Bồ Đào Nha.
Cha của anh, Bori Fati, là một cựu cầu thủ bóng đá, sinh ra ở Guinea-Bissau. Sau khi di cư sang Bồ Đào Nha, Bori thi đấu cho một số đội ở các giải hạng dưới. Sau đó, anh chuyển đến Marinaleda, một thị trấn nhỏ nằm gần Seville đang cung cấp việc làm cho những người nhập cư. Sau khi chật vật ở Marinaleda, anh gặp thị trưởng Juan Manuel Sánchez Gordillo và tìm được công việc lái xe. Sau đó, anh định cư tại thị trấn Herrera gần đó, nơi Ansu đã trải qua phần lớn thời thơ ấu của mình và bắt đầu công việc huấn luyện bóng đá của mình. Mặc dù sinh ra ở Guinea-Bissau, Bori đã nói rằng anh ấy là "người Sevillia".

## Sự nghiệp câu lạc bộ

### Barcelona

#### Sự nghiệp ban đầu
Sau khi đại diện cho đội bóng địa phương Herrera và các đội trẻ của Sevilla, anh gia nhập La Masia của Barcelona vào năm 2012, khi mới 10 tuổi, một năm sau khi anh trai anh cũng có động thái tương tự.

#### Mùa giải 2019–20
Tháng 7 năm 2019, Fati ký hợp đồng có thời hạn 3 năm với Barcelona, kèm điều khoản giải phóng hợp đồng lên đến 100 triệu €. Ngày 25 tháng 8 năm 2019, anh có trận đấu đầu tiên tại La Liga khi vào sân ở phút thứ 78 để thay cho Carles Pérez trong chiến thắng 5–2 trước Real Betis. Ở tuổi 16 và 298 ngày, anh trở thành cầu thủ trẻ thứ hai trong lịch sử Barcelona có trận ra mắt tại La Liga.
Ngày 31 tháng 8 năm 2019, Fati được tung vào sân thay người, rồi ghi bàn gỡ hoà 1-1 phút 51, ở vòng 3 La Liga trong trận hòa 2-2 trước Osasuna. Vào thời điểm lập công, anh mới 16 tuổi và 304 ngày và trở thành cầu thủ trẻ nhất ghi bàn cho Barcelona cũng như cầu thủ trẻ thứ ba ghi bàn trong lịch sử La Liga. Ngày 14 tháng 9, Fati chỉ mất 111 giây ở trận đá chính đầu tiên cho Barcelona để ghi bàn mở tỉ số trước Valencia. 5 phút sau đó, anh vượt qua trung vệ Ezequiel Garay và tạo điều kiện cho Frenkie de Jong nâng tỉ số lên 2–0. Chung cuộc Barcelona giành thắng lợi 5–2. Ở tuổi 16 và 318 ngày, anh trở thành cầu thủ trẻ nhất cùng ghi bàn và kiến tạo trong một trận La Liga trong thế kỷ 21 và chỉ cần ba trận để ghi hai bàn cho đội một Barca – thành tích mà Lionel Messi trước kia chỉ đạt được qua 13 trận.
Ngày 17 tháng 9, Fati có trận đấu đầu tiên của mình trong sự nghiệp tại UEFA Champions League trong trận hòa 0–0 với Borussia Dortmund, để trở thành cầu thủ Barcelona trẻ nhất có trận ra mắt tại giải đấu này. Ngày 10 tháng 12, trong trận đấu cuối cùng của Barcelona tại vòng bảng UEFA Champions League, sau khi vào sân ở phút 85, Fati chỉ cần hai phút để ấn định chiến thắng 2–1 của Barcelona trước Inter Milan tại San Siro với cú sút chéo góc khiến bóng bật cột bay vào khung thành. Với bàn thắng này, anh cũng đi vào lịch sử UEFA Champions League với tư cách cầu thủ ghi bàn trẻ nhất tại giải đấu này ở tuổi 17 và 40 ngày, vượt qua kỷ lục cũ 17 tuổi 194 ngày của Peter Ofori-Quaye, người ghi bàn cho Olympiacos vào năm 1997. Trước đó trong tháng 12, anh đã ký hợp đồng mới có thời hạn đến năm 2022, trong đó, phí giải phóng tăng từ 111 triệu $ lên 188 triệu $. Năm 2020, khi Fati tròn 18 tuổi và ký hợp đồng chuyên nghiệp đầu tiên, phí giải phóng sẽ tăng lên 443 triệu $.
Ngày 2 tháng 2 năm 2020, Fati trở thành cầu thủ trẻ nhất lập cú đúp trong một trận đấu tại La Liga, khi đang ở tuổi 17 lẻ 94 ngày với hai bàn ghi cho Barca trong trận thắng Levante UD 2–1. Anh đạt đến cột mốc 5 bàn thăng tại La Liga 2019–20 với bàn mở tỉ số trong chiến thắng 2–1 trước CD Leganés ngày 16 tháng 6. Trong trận đấu gặp Villarreal vòng 34 La Liga ngày 5 tháng 7, anh đã ghi bàn thắng thứ 9000 trong lịch sử của câu lạc bộ Barcelona. 4 ngày sau đó, chỉ 5 phút ngay khi vào sân từ ghế dự bị trong trận gặp RCD Espanyol, Fati bị truất quyền thi đấu sau khi trọng tài chính tham khảo VAR về pha phạm lỗi của anh với Fernando Calero. Fati mở màn trận thắng 5-0 trước Deportivo Alavés vào ngày cuối cùng của La Liga 2019-20 trong bối cảnh mà Real Madrid đã giành chức vô địch giải đấu này ở vòng trước đó.

#### Mùa giải 2020–21
Ngày 23 tháng 9 năm 2020, Fati ký hợp đồng mới với Barcelona có thời hạn đến năm 2024 và mức phí phá vỡ hợp đồng là 468 triệu USD. Từ mùa 2020-2021, anh sẽ là cầu thủ chính thức của đội A và mặc áo số 22. Trong trận đấu vòng đầu tiên của La Liga 2020–21 và dưới thời tân huấn luyện viên Ronald Koeman, Fati ghi được một cú đúp trong 4 phút và còn kiếm được quả phạt đền đem về chiến thắng 4–0 trước Villarreal.
Vào ngày 7 tháng 11, Fati bị chấn thương đầu gối trong trận đấu với Real Betis và phải rời sân trong hiệp một; các cuộc kiểm tra sau đó xác nhận rằng anh ta đã bị rách sụn chêm ở đầu gối trái của mình. Hai ngày sau, anh ấy trải qua cuộc phẫu thuật và câu lạc bộ thông báo rằng anh ấy sẽ nghỉ thi đấu khoảng 4 tháng. Thật không may, anh ấy đã nghỉ thi đấu 9 tháng - anh ấy bắt đầu tập luyện sau 9 tháng - trước La Liga 2021–22.

#### Mùa giải 2021–22
Trước mùa giải 2021–22, Barcelona thông báo Fati sẽ kế thừa chiếc áo số 10 từ Lionel Messi. Vào ngày 5 tháng 8 năm 2021, Ansu Fati trở lại tập luyện trên sân cỏ tại Ciutat Esportiva sau chín tháng nghỉ thi đấu. Vào ngày 26 tháng 9, Fati xuất hiện lần đầu tiên sau 323 ngày vắng mặt trong chiến thắng 3–0 trên sân nhà trước Levante. Anh ấy vào sân thay người, chơi trong 10 phút và ghi bàn trong vòng vài phút sau khi vào sân. Vào ngày 20 tháng 1 năm 2022, anh ấy bị chấn thương gân khoeo trong trận thua 3–2 trước Athletic Bilbao tại Copa del Rey. Vào ngày 1 tháng 5, anh ấy trở lại sau ba tháng vắng mặt vì chấn thương để thi đấu trong chiến thắng 2–1 trước Mallorca.

## Sự nghiệp quốc tế
Fati ban đầu đủ điều kiện để đại diện cho Guinea-Bissau ở cấp độ quốc tế, nhưng không đại diện cho quốc gia nơi anh sinh ra ở bất kỳ cấp độ nào. Sau khi ra mắt ở La Liga, Liên đoàn bóng đá Hoàng gia Tây Ban Nha (RFEF) đã thể hiện sự quan tâm đến anh ấy, với Diario AS báo cáo rằng chính phủ Tây Ban Nha đã đặt mục tiêu cấp quyền công dân cho Fati nhằm đưa anh ấy vào đội hình cho Giải vô địch bóng đá U-17 thế giới 2019. Anh ấy cũng được cho là đủ điều kiện để được cấp hộ chiếu Bồ Đào Nha do ông bà của anh ấy sinh ra ở thuộc địa Guinea thuộc Bồ Đào Nha.
Fati là được cấp quốc tịch Tây Ban Nha vào ngày 20 tháng 9 năm 2019, từ bỏ quyền công dân Guinea-Bissau của mình. Anh được triệu tập vào đội U-21 Tây Ban Nha vào ngày 11 tháng 10 năm 2019, sau chấn thương của Carles Pérez. Fati có màn ra mắt cho đội tuyển U-21 Tây Ban Nha vào ngày 15 tháng 10 năm 2019 trước Montenegro.
Fati lần đầu được triệu tập vào đội tuyển Tây Ban Nha vào ngày 20 tháng 8 năm 2020, cho hai trận đầu tiên của UEFA Nations League 2020–21. Anh ra mắt đội tuyển quốc gia đầy đủ vào ngày 3 tháng 9 năm 2020, vào sân từ băng ghế dự bị trong 45 phút thứ hai trong trận hòa 1–1 trước Đức. Anh ghi bàn thắng đầu tiên trong trận đấu quốc tế đầu tiên vào ngày 6 tháng 9 năm 2020, ghi bàn thắng thứ ba cho Tây Ban Nha vào lưới Ukraina để trở thành cầu thủ ghi bàn trẻ nhất cho đội tuyển quốc gia khi mới 17 tuổi 311 ngày; do đó, phá kỷ lục 95 năm của Juan Errazquin, 18 tuổi 344 ngày. Anh cũng trở thành cầu thủ trẻ nhất đá chính một trận tại UEFA Nations League, phá kỷ lục trước đó của cầu thủ xứ Wales Ethan Ampadu vào năm 2018, 17 tuổi 357 ngày. Cả hai kỷ lục này đều bị đánh bại bởi đồng đội của anh ấy tại Barcelona, Gavi, vào ngày 5 tháng 6 năm 2022.
Vào ngày 11 tháng 11 năm 2022, có thông báo rằng Fati sẽ là một phần của đội tuyển Tây Ban Nha tại FIFA World Cup 2022. Anh ấy đã chơi hai trận – cả hai đều là dự bị – khi Tây Ban Nha bị loại bởi Maroc ở vòng 16 đội.

## Phong cách thi đấu
Được nhiều chuyên gia đánh giá là một trong những cầu thủ trẻ tài năng và triển vọng nhất thế giới, Phong cách chơi bóng của Fati được so sánh với cựu cầu thủ Barcelona Lionel Messi. Là một tiền đạo đa năng, Fati có thể chơi ở mọi vị trí tấn công; anh bắt đầu sự nghiệp của mình ở vị trí tiền đạo cắm, mặc dù sau đó anh được chuyển sang vị trí tiền đạo cánh trái. Thuận cả hai chân, mặc dù thuận chân phải bẩm sinh, anh cũng có khả năng chơi ở cánh phải, trong giữa với tư cách số 9 ảo, ở vị trí tiền đạo thứ hai hoặc số 11, hoặc ở vị trí tự do như tiền vệ tấn công hoặc số 10. Một hồ sơ năm 2019 của tạp chí FourFourTwo đã mô tả anh ấy như sau: "Đứng ở độ cao 1,5m, Fati tự hào có một khung hình mạnh mẽ và mang đến cách tiếp cận thể lực cho trận đấu, điều thường thiếu ở một đội bóng có kỹ thuật của Barcelona . Tuy nhiên, bất chấp thể chất cường tráng, cầu thủ tốt nghiệp La Masia sở hữu kỹ năng rê bóng xuất sắc, khi kết hợp với tốc độ, khiến anh ấy cực kỳ khó bị cản phá trong các tình huống một chọi một." Nó cũng làm nổi bật con mắt ghi bàn và khả năng không chiến, cũng như tầm nhìn và khả năng kiểm soát lối chơi từ hàng tiền vệ của anh ấy. Thay vào đó, sự ích kỷ và khả năng ra quyết định được nhận thức của anh lại được coi là điểm yếu trong trận đấu của anh. Tor-Kristian Karlsen của ESPN đã mô tả Fati là "tài năng của thế hệ" vào năm 2021, ca ngợi anh về tốc độ, khả năng tăng tốc, sự khéo léo bằng cả hai tay, trọng tâm thấp và kỹ năng kỹ thuật khiến anh ấy khó bị cản phá, đồng thời lưu ý đến trí thông minh, khả năng di chuyển, tốc độ phòng thủ và lối chơi liên kết là một số điểm mạnh chính của anh.

## Thống kê sự nghiệp

### Câu lạc bộ
Tính đến ngày 19 tháng 5 năm 2024
| Câu lạc bộ                    | Mùa giải            | Giải đấu            | Giải đấu | Giải đấu | Cúp quốc gia | Cúp quốc gia | Cúp liên đoàn | Cúp liên đoàn | Châu lục | Châu lục | Khác | Khác | Tổng cộng | Tổng cộng |
| Câu lạc bộ                    | Mùa giải            | Hạng đấu            | Trận     | Bàn      | Trận         | Bàn          | Trận          | Bàn           | Trận     | Bàn      | Trận | Bàn  | Trận      | Bàn       |
| ----------------------------- | ------------------- | ------------------- | -------- | -------- | ------------ | ------------ | ------------- | ------------- | -------- | -------- | ---- | ---- | --------- | --------- |
| Barcelona                     | 2019–20             | La Liga             | 24       | 7        | 3            | 0            | –             | –             | 5        | 1        | 1    | 0    | 33        | 8         |
| Barcelona                     | 2020–21             | La Liga             | 7        | 4        | 0            | 0            | –             | –             | 3        | 1        | 0    | 0    | 10        | 5         |
| Barcelona                     | 2021–22             | La Liga             | 10       | 4        | 1            | 0            | –             | –             | 3        | 1        | 1    | 1    | 15        | 6         |
| Barcelona                     | 2022–23             | La Liga             | 35       | 6        | 5            | 2            | –             | –             | 8        | 0        | 2    | 1    | 50        | 9         |
| Barcelona                     | 2023–24             | La Liga             | 3        | 0        | –            | –            | –             | –             | –        | –        | –    | –    | 3         | 0         |
| Barcelona                     | Tổng cộng           | Tổng cộng           | 80       | 22       | 9            | 2            | –             | –             | 19       | 3        | 4    | 2    | 112       | 29        |
| Brighton & Hove Albion (mượn) | 2023–24             | Premier League      | 19       | 2        | 1            | 0            | 1             | 0             | 6        | 2        | –    | –    | 27        | 4         |
| Tổng cộng sự nghiệp           | Tổng cộng sự nghiệp | Tổng cộng sự nghiệp | 99       | 24       | 10           | 2            | 1             | 0             | 25       | 5        | 4    | 2    | 139       | 33        |

1. ↑  Bao gồm Copa del Rey, FA Cup
2. ↑  Bao gồm EFL Cup
3. 1 2 3  Số lần ra sân tại UEFA Champions League
4. 1 2 3  Ra sân tại Supercopa de España
5. ↑  6 lần ra sân tại UEFA Champions League, 2 lần ra sân tại UEFA Europa League
6. ↑  Số lần ra sân tại UEFA Europa League

### Quốc tế
Tính đến ngày 18 tháng 6 năm 2023
| Đội tuyển quốc gia | Năm       | Trận | Bàn |
| ------------------ | --------- | ---- | --- |
| Tây Ban Nha        | 2020      | 4    | 1   |
| Tây Ban Nha        | 2022      | 3    | 1   |
| Tây Ban Nha        | 2023      | 2    | 0   |
| Tổng cộng          | Tổng cộng | 9    | 2   |

Tỷ số và kết quả liệt kê bàn thắng của Tây Ban Nha trước.
| # | Ngày                 | Địa điểm                                             | Trận | Đối thủ | Tỷ số | Kết quả | Giải đấu                                 |
| - | -------------------- | ---------------------------------------------------- | ---- | ------- | ----- | ------- | ---------------------------------------- |
| 1 | 6 tháng 9 năm 2020   | Sân vận động Alfredo Di Stéfano, Madrid, Tây Ban Nha | 2    | Ukraina | 3–0   | 4–0     | UEFA Nations League 2020–21 (hạng đấu A) |
| 2 | 17 tháng 11 năm 2022 | Sân vận động Quốc tế Amman, Amman, Jordan            | 5    | Jordan  | 1–0   | 3–1     | Giao hữu                                 |

## Danh hiệu

### Câu lạc bộ

#### Barcelona
- La Liga: 2022–23[63]
- Copa del Rey: 2020–21[64]
- Supercopa de España: 2022–23[65]

### Quốc tế

#### Tây Ban Nha
- UEFA Nations League: 2022–23

### Cá nhân
- UEFA La Liga Revelation Team of the Year: 2019–20[66]
- La Liga Player of the Month: September 2020[67]
- IFFHS Men's World Youth (U20) Team: 2020,[68] 2022[69]
- IFFHS Men's Youth (U20) UEFA Team: 2020,[70] 2022[71]
- Goal.com NxGn: 2021[72]